# Agent de lutte biologique

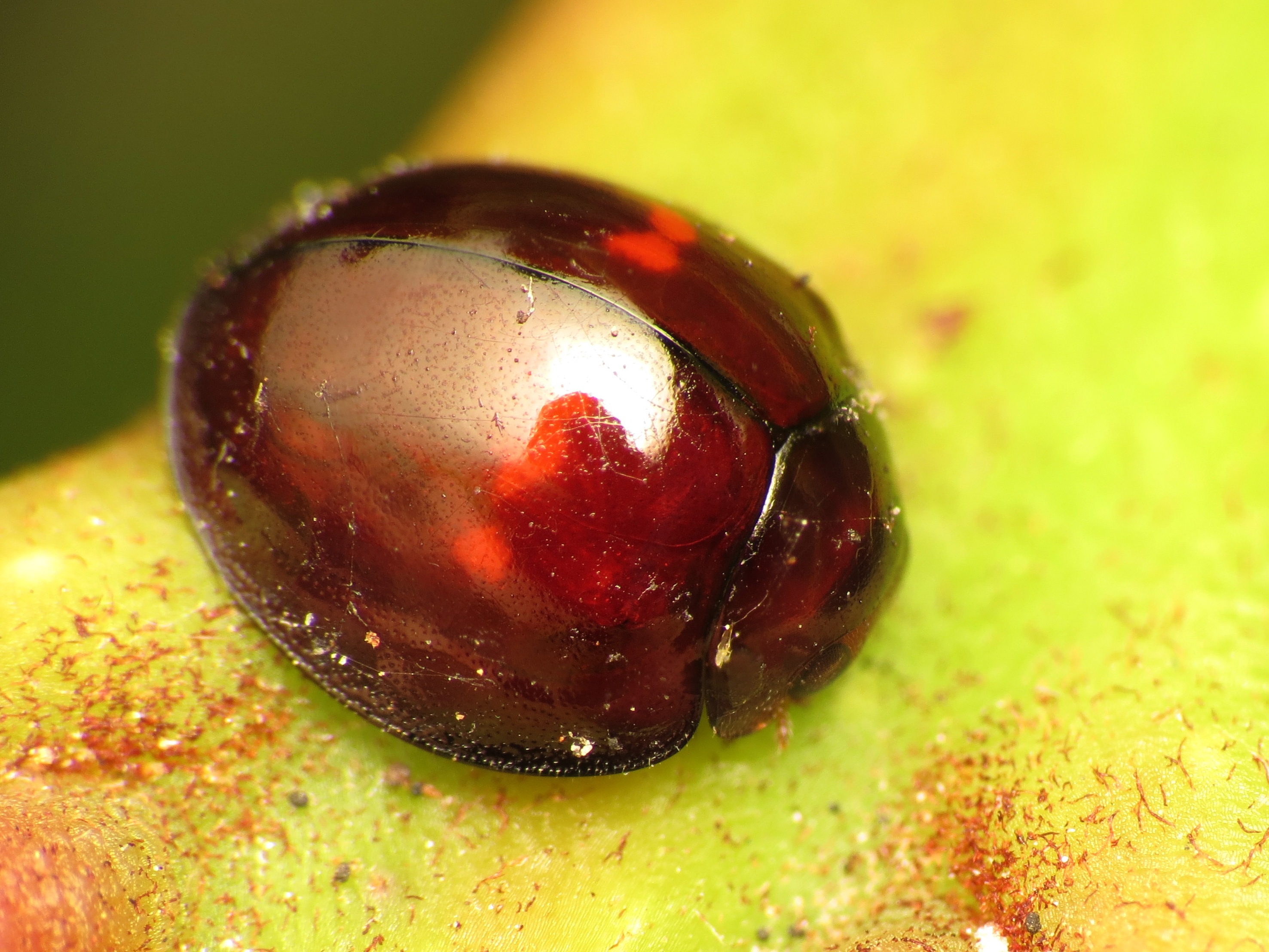
La coccinelle Chilocorus bipustulatus a été très largement introduite pour lutter contre les pucerons et les cochenilles.

Un agent de lutte biologique est un organisme vivant utilisé en agriculture, horticulture ou sylviculture, dans des actions de lutte biologique pour limiter les effets des bioagresseurs sur les cultures. Il peut s'agir de macro-organismes, prédateurs, parasites ou parasitoïdes, qui tuent ou affaiblissent les bioagresseurs, ou de micro-organismes pathogènes qui provoquent des maladies chez les bioagresseurs.
Il peut s'agir d'espèces indigènes dans la zone considérée, mais souvent aussi d'espèces introduites. L'expérience de la lutte biologique montre qu'il a souvent été nécessaire d'introduire des ennemis naturels de ravageurs eux-mêmes introduits involontairement dans les cultures.
Les agents de lutte biologique sont classés parmi les organismes auxiliaires de l'agriculture.

## Caractéristiques utiles
Pour être pleinement efficace, un agent de lutte biologique doit présenter certaines caractéristiques biologiques :
- une gamme d'hôtes étroite : des prédateurs trop généralistes peuvent être détournés de la cible par la présence d'autres proies.
- une capacité d'adaptation aux conditions climatiques : les agents de lutte biologiques doivent être capables de résister aux conditions extrêmes de température et d'humidité et de s'établir dans leur nouvel habitat.
- un synchronisme de son cycle biologique avec celui de la cible (hôte ou proie). Le prédateur, ou le parasite, devrait être présent dès l'apparition du ravageur.
- un potentiel de reproduction élevé : un agent de lutte biologique efficace doit être capable de produire une descendance abondante, et dans l'idéal un parasite doit accomplir plus d'une génération à chaque génération nouvelle de l'organisme nuisible ciblé.
- une capacité de recherche efficace de la cible : les ennemis naturels efficaces doivent être capables de repérer leurs hôtes ou leurs proies, même quand ceux-ci se font rares. En général, une meilleure capacité de recherche permet d'obtenir une plus faible densité de populations des ravageurs.
- une rapidité de réaction. Les ennemis naturels qui consomment leurs proies ou pondent leurs œufs plus rapidement ont plus de temps pour repérer et attaquer d'autres ravageurs appartenant à la population ciblée. Une petite population d'ennemis naturels efficaces peut se montrer plus efficace qu'une population important d'une espèce moins réactive.
- une capacité de survie en présence d'une faible densité de la cible. Si un ennemi naturel est trop efficace, il peut éliminer sa propre source de nourriture et disparaître. Les agents de lutte biologique les plus efficaces sont capables de réduire une population de parasites au-dessous de son seuil économique et de la maintenir à ce niveau d'équilibre.